# Micheque
"Micheque" é uma canção do grupo musical brasileiro Detonautas Roque Clube que faz sátira com depósitos de cheques no valor de 89 mil reais que teriam sido feitos por Fabrício Queiroz para a então primeira-dama do país, Michelle Bolsonaro, descobertos em investigação de suposto esquema conhecido por "rachadinha". A composição é do vocalista dos Detonautas, Tico Santa Cruz, e tem participação especial do humorista Marcelo Adnet.

## Videoclipe
O clipe produzido para a canção mostra imagens de gado e laranjas, além de brincar com os filhos do presidente. No clipe, cada um dos três filhos mais velhos foi representado. O zero um, Flávio Bolsonaro, foi apelido de “Willy Wonka” na composição, suspeito de utilizar loja de chocolates para lavagem de dinheiro. O zero dois, Eduardo Bolsonaro, ficou com o apelido de “Bananinha” e o zero três, Carlos Bolsonaro, o apelido de “Tonho da Lua”.

## Denúncia
Em setembro de 2020 Michelle Bolsonaro chegou a prestar queixa na Delegacia de Crimes Eletrônicos do Departamento Estadual de Investigações Criminais (DEIC) na cidade de São Paulo, quando alegou ser vítima de ofensa, injúria, calúnia e difamação.

## Links
- 'Micheque': Detonautas lançam clipe com voz de Adnet; leia letra completa